# Nordeste
Nordeste este un oraș în Portugalia în nordestul insulei São Miguel din estul Azore. Are o populație de 5 291 (date din 2001).
- Populație: 5 291 (2001)
- Area: 101.51km²/10 151 ha
- Densitate: 52.12/km²
- Cod poștal: 9???

| Nom                          | Populație | Area               | Densitate | Elevație      | Locație                              |
| ---------------------------- | --------- | ------------------ | --------- | ------------- | ------------------------------------ |
| Achada                       | 503       | 11,19 km²/1,119 ha | 45/km²    | 116 m         | 37 N 25 W                            |
| Achadinha                    | 561       | 13,86 km²1 386 ha  | 40,5/km²  | 84 m          | 37,85 (37°51') N 25,2833 (25°17') W  |
| Algarvia                     | -         | -                  | -         | 212 m         | 37,85 (37°51') N 25,233 (25°14') W   |
| Lomba da Fazenda             | 885       | 14,83 km²/1 483 ha | 59,7/km²  | -             | -                                    |
| Nordeste                     | 1 383     | 21,03 km²/2 103 ha | 65,8/km²  | 179 m         | 37,833 (37°50') N 25,1667 (25°16') W |
| Salga                        | 550       | 8,55 km²/855 ha    | 64,3/km²  | 1 m (zentrum) | 37,85 (37°51') N 25,3 (25°18') W     |
| Santana                      | 449       | 7,32 km²/732 ha    | 61,3/km²  | -             | -                                    |
| Santo António de Nordestinho | -         | -                  | -         | -             | -                                    |
| São Pedro de Nordestinho     | -         | -                  | -         | 462 m         | 37,85 (37°51') N 25,2 (25°12') W     |

| Nom               | Locație                           | Elevație |
| ----------------- | --------------------------------- | -------- |
| Lomba do Moio     | 37,8 (37°48') N, 25,133 (25°7') E |          |
| Lomba da Pedreira | 37,8 (37°48') N, 25,15 (25°9') W  | 15 m     |

Vezi și: Listă de orașe din Portugalia
|                      | Nord:         |      |
| Vest: Ribeira Grande | Nordeste      | Est: |
|                      | Sud: Povoação |      |